# Covas do Rio
Covas do Rio ist ein Ort und eine ehemalige Gemeinde (Freguesia) im portugiesischen Kreis São Pedro do Sul. Die Gemeinde hatte 121 Einwohner (Stand 30. Juni 2011).
Am 29. September 2013 wurden die Gemeinden Covas do Rio und São Martinho das Moitas zur neuen Gemeinde União das Freguesias de São Martinho das Moitas e Covas do Rio zusammengeschlossen.